# Киреев, Александр Александрович
Киреев Александр Александрович (род. 15 декабря 1958 года в Прибытки, Гомельский район, Гомельская область, Белорусская ССР, СССР) - яхтсмен, мастер спорта международного класса по парусному спорту. Участник уникальных путешествий под парусом на яхте "Балашиха" и яхте "Апостол Андрей"

## Биография
Родился 15 декабря 1958 года в селе Прибытки Гомельской области Белорусской ССР, СССР. С 1970 года жил в г. Балашиха, учился в городской школе №5, ныне ГАОУ МО Балашихинский лицей городского округа Балашиха. После окончания школы в 1976 году пришел работать в НПО «Криогенмаш». В 1977 году был призван в Вооруженные Силы СССР. Вернувшись из армии в 1979 году, пошел работать в «Криогенмаш» и поступил учиться в  Балашихинский  филиал Всесоюзного заочного машиностроительного института, который успешно закончил  в 1986 году и получил высшее техническое образование по специальности криогенная техника. С 1982 по 1985 года служил в ЦОВБ МВД СССР. В 1985 году переведен из ЦОВБ МВД СССР в НПО «Криогенмаш» на должность инженера-испытателя. С 1992 по 1998 участвовал в реставрации Николо-Угрешского монастыря в г.Дзержинском Московской области. В 1998 году перешел работать в ЗАО «НПП «Криосервис» на должность ведущего инженера-испытателя.
А.А.Киреев был высококвалифицированным инженером-испытателем, инженером-конструктором, и инженером-исследователем, и инженером-механиком и инженером-электриком много сделавшим для космической отрасли страны. Многократно работал на стартовых площадках космодромов Байконура, Плесецка и Капустин Яр. Последние годы выезжал на космодром Куру во Французской Гвиане, обеспечивая строительство космодрома и запуски ракет.  В отрасли проработал 25 лет. Награжден почетными грамотами и сертификатами от федерального космического агентства, а также медалью «За обеспечение космических стартов».
Работая в НПО «Криогенмаш» увлекся яхтенным спортом в парусной секции «Криогенмаш». Принимал активное участие в строительстве яхты «Балашиха», на которой в 1990 году в качестве старшего помощника капитана совершил первый морской поход в Грецию и Турцию. Увлечение переросло с профессиональное.
С 1996 по 2006 г.г. в качестве помощника капитана Николая Андреевича Литау прошел в 3-х уникальных кругосветных экспедициях яхты «Апостол Андрей», которые явились выдающимися парусными, спортивными достижениями в мире.
14.03.2018 в школе ГАОУ МО Балашихинский лицей открылся музей посвящённый Кирееву Александру Александровичу с постоянной экспозицией.
01.06.2024 на доме, в котором жил Александр Киреев установлена памятная доска в его честь, которую сделал скульптор Казанский Виталий Иванович (Заслуженный деятель культуры Московской области, Член объединения скульпторов г. Москвы)

## Экспедиция на яхте "Балашиха"
1990 - Путешествие в Грецию и Турцию. Хождение за три моря или по следам аргонавтов. На яхте Балашиха прошли Эгейское, Мраморное и Черное моря, а несколько членов экипажа ещё и Азовское море.

## Экспедиции на яхте "Апостол Андрей"
1. Первое плавание на яхте "Апостол Андрей" 1996 – 1999 гг. - Санкт-Петербург вокруг Евразии, Африки, Австралии, Индонезии, Гавайи, Петропавловск – Камчатский, Северный морской путь вокруг России по Северному ледовитому океану, Мурманск, Санкт-Петербург.
2. Второе плавание на яхте "Апостол Андрей" 2001 – 2002 гг. – вокруг южной и северной Америки. Антарктида станция Беллинсгаузен. Через северный ледовитый океан вокруг Канады.
3. Третье плавание на яхте "Апостол Андрей" 2004 – 2006 гг. - плавание вокруг материка Антарктиды.

## Награды
- Орден Почета (Указ Президента Российской Федерации № 1264 от 28 октября 2002 года);
- Медаль «В память 850-летия Москвы» (Указ Президента России от 26.02.1997);
- Медаль «300 лет Российскому флоту» (Указ Президента России от 07.06.1996);
- Медаль «За обеспечение космических стартов»
- Мастер спорта международного класса по парусному спорту
- Член Союза кругосветчиков России, №6